# Acacoyahua
Acacoyahua är en ort i Mexiko.   Den ligger i kommunen Acacoyagua och delstaten Chiapas, i den sydöstra delen av landet, 800 km sydost om huvudstaden Mexico City. Acacoyahua ligger 89 meter över havet och antalet invånare är 6 202.
Terrängen runt Acacoyahua är varierad. Runt Acacoyahua är det ganska tätbefolkat, med 60 invånare per kvadratkilometer. Närmaste större samhälle är Escuintla, 3,0 km sydost om Acacoyahua. Omgivningarna runt Acacoyahua är en mosaik av jordbruksmark och naturlig växtlighet.